# René Lecocq
Pour les articles homonymes, voir Lecocq.
René Lecocq, né le 27 juin 1897 à Wallers (Nord) et mort le 14 juillet 1978 à Lille (Nord), est un homme politique français.

## Biographie
René Lecocq est député de la 9e circonscription du Nord de 1958 à 1967.
Il déclare en effet ne plus se présenter le 26 octobre 1966.
Maire de Tourcoing de 1959 à 1977 et conseiller général du Nord de 1964 à 1976.
Il meurt le 14 juillet 1977.
La Ville de Tourcoing baptise, rue Claude Bernard, une école élémentaire du nom de l'ancien édile.